# 同心路
同心路是中華人民共和國上海市虹口區一條西北-東南走向道路，西北起自新同心路，東南至天通庵路，全長1100米。道路建於1915年。原本同心路是不連貫的兩條道路，西段為橫浜路，東段為同濟路。1958年，兩條道路連通。1961年，兩條道路統稱為同心路，路名來自於寧夏回族自治區吳忠市同心縣。